# Мина Совтић
Мина Совтић (Београд, 3. август 1995) српска је глумица.

## Биографија
Студира глуму на Факултету драмских уметности у Београду, у класи Драгана Петровића Пелета. Игра у Звездара театру.
Бави се и синхронизацијом анимираних и играних филмова на српски језик.
Ћерка је глумице Анице Добре и Миодрага Совтића, председника ФК Дорћол. Десетог априла 2022. удала се за архитекту Луку Николића, с којим је претходно била у вишегодишњој вези.

## Улоге

### Филмографија
| Год.       | Назив                | Улога      | Напомена                |
| ---------- | -------------------- | ---------- | ----------------------- |
| 2010-е     |                      |            |                         |
| 2016-2023. | Убице мог оца        | Данијела   | ТВ серија, 2.сез 6.сез  |
| 2016-2023. | Корени               | Олга Тошић | ТВ серија, 2 еп.        |
| 2018—2021. | Жигосани у рекету    | Ивана      | ТВ серија, главна улога |
| 2019—2023. | Дуг мору             | Јулија     | ТВ серија, 11 еп.       |
| 2020-е     |                      |            |                         |
| 2021.      | Црно-бијели свијет   | Бранка     | ТВ серија, 2 еп.        |
| 2021.      | Три мушкарца и тетка | Уна        | ТВ серија, 2 еп.        |
| 2021.      | Авионџије            | Калина     | ТВ серија               |
| 2021.      | Црна свадба          | Теодора    | ТВ серија, 2 еп.        |
| 2021.      | Беса                 | Грета      | ТВ серија, 3 еп.        |
| 2024.      | Апсурдни експеримент |            |                         |
| 2024.      | Златни рез 42        |            |                         |

### Позоришне представе
| Представа        | Улога | Текст      | Режија             | Позориште       | Премијера          |
| ---------------- | ----- | ---------- | ------------------ | --------------- | ------------------ |
| Љубав у Савамали | Сара  | Иван Лалић | Даријан Михајловић | Звездара театар | 16. новембар 2018. |

### Спотови
- Мрак — Шајзербитерлемон (2019)[8]
- Врати ми време — Јана Вуковић (2020)[9]

### Улоге у синхронизацијама
| Година | Филм                  | Улога             |
| ------ | --------------------- | ----------------- |
| 2016.  | У потрази за Дори     | Дори (тинејџерка) |
| 2017.  | Лепотица и звер       | Бел (дијалози)    |
| 2018.  | Ралф растура интернет | Бел               |